# 羽黒洞
羽黒洞（はぐろどう）は、東京都文京区にある画廊である。

## 概説
1936年に木村東介により創立される。肉筆浮世絵や書道作品、陶器などの立体作品も取り扱う。Eテレで放送中の「日曜美術館」で多数の取材協力を行っている。

## 沿革
1936年 (昭和11年)に「奥州げてもの店」と称して開業した木村東介は長谷川利行の作品との出会い（1941年）をきっかけに、太平洋戦争終戦の翌年に個展「利行展」を催す（1946年・芝の東京美術倶楽部）。その後、木村は1960年代には画商として東京国立博物館や京都国立博物館に肉筆浮世絵を納め、また画廊の主人として他の画廊の展覧会を企画、1972年には日本橋三越で第1回浮世絵肉筆名品展を催している。
ジョン・レノンは1971年の来日時にオノ・ヨーコの案内で来店し、曽我蕭白などの日本画を購入している。
木村東介が亡くなると、長女の木村品子が継承し店名を「羽黒洞 木村東介」と改めて営業を続ける。東介の作品ほか、大島哲以、斎藤真一や中村正義など強い個性のある作家を扱うことが多い。

## 出版物
浮世絵
- 『浮世絵肉筆名品展 : 国家の宝 民族の華』1972年。 NCID BN15110110。[5]
- 光琳社『浮世絵肉筆名品展』松坂屋、1975年。 NCID BA85991687。
- 都留勝利『浮世絵肉筆逸品帖 : 都留勝利蒐集』1976年。 NCID BA68456971。 - 限定版
- 羽黒洞『浮世絵肉筆逸品撰集』1978年。 NCID BB13836438。
- 岩佐又兵衛、菱川師宣、山崎龍女『浮世絵肉筆名品展』三越、1981年。 NCID BA7196097X。
- 『浮世絵肉筆名品展』1982年。 NCID BA58725501。
- 『浮世絵肉筆名品展』(株) 羽黒洞木村東介、1997年。 NCID BA63482522。 - 1冊(頁付なし、非綴図版36枚、その他3枚)[6]

画集・展示図録
- 大島哲以『失なわれた風景 : 大島哲以作品集 1962-1973 = THE WORKS OF TETSUI OSHIMA』1973年。 NCID BN13765367。 - 2冊
- 細野正信『開国美術展 : 鉄砲傅来から幕末へ』毎日新聞社、1974年。 NCID BA49005603。
- 川路重之『夏織 ; 焚かれた女 : 川路重之作品集』1974年。 NCID BA33709039。
- 小野塚英夫『江戸と明治の民族美術展 : 奇想天外』松坂屋、1975年。 NCID BN05286030。
- 羽黒洞『縁 木村東介氏に捧ぐ』博文館新社、1989年。全国書誌番号:22022199ISBN K202004226
- 大島哲以、羽黒洞木村東介、不忍画廊『薔薇刑 : 大島哲以の世界』1995年。 NCID BA88281542。

エッセー集
- 木村東介『米澤の雪 : 随想』1982年。 NCID BB01885141。
- 羽黒洞『航海記 : 創作と論文 = The logbook』、星雲社 (発売)、1983年、ISSN 0288-805X、NCID AA11746543。
- 木村東介『浮世絵渡世』1989年。 NCID BA51516401。
- 『言い残したこと木村東介』1993年。 NCID BA41675690。

木村東介評伝（共著）
- 『ランカイ屋東介の眼 木村東介』岩崎美術社 (発売)、2000年。ISBN 4753413853。 NCID BA51937352。